# Бондаренко, Олег Ярославович
Олег Ярославович Бондаренко (1960, Черновцы — 4 апреля 2023, Бишкек) — российский и кыргызстанский прозаик, журналист, основатель и главный редактор электронной библиотеки «Новая литература Кыргызстана» (с 2008 года), исполнительный директор Ассоциации книгоиздателей и книгораспространителей Кыргызстана (с 2010 года).

## Биография
Родился в 1960 году в городе Черновцы Украинской ССР. Детство и юность провёл в Донецке. В 1982 году окончил с отличием Донецкий государственный университет по специальности «Финансы и кредит», после чего стал управляющим отделением Государственного банка СССР на Курилах (остров Шикотан); одновременно был собкором газеты «Свободный Сахалин». Прожив некоторое время в Москве, с 1992 года начал жить в Бишкеке. В столице Кыргызстана Олег Ярославович работал журналистом газет и радио, учителем. С 2001 года на протяжении двух лет был менеджером Медицинского центра Назарлиева, затем с 2003 года по 2009 год был менеджером провайдера «АзияИнфо». Во время работы стал разрабатывать проект цифровой библиотеки, где кыргызстанские писатели могли бы публиковать свои произведения на киргизском и русском языках. Работа велась при сотрудничестве с Национальным союзом писателей Кыргызстана, Национальной библиотеки Кыргызской Республики имени А. Осмонова и Государственной патентно-технической библиотекой Республики Кыргызстан. В 2008 году проект, получивший название «Новая литература Кыргызстана», был запущен. С 2010 года Олег Ярославович был исполнительным директором Ассоциации книгоиздателей и книгораспространителей Кыргызстана. Был членом редколлегии литературного журнала «Жаңы Ала-Тоо».
В должности исполнительного директора Ассоциации Бондаренко защищал интересы книгоиздателей и библиотек республики, пропагандировал чтение, совершал международные поездки по обмену опытом издательского дела, регулярно выступал в пресс-центре «Sputnik Кыргызстан», где поднимал на обсуждение проблемы книгоиздания в республике. В 2016 году выступил на XXI заседании Межгосударственного совета по сотрудничеству в области периодической печати, книгоиздания, книгораспространения и полиграфии Содружества Независимых Государств, а спустя год на форуме «Креативная Центральная Азия» от Британского совета, проходивший в Астане.
Скончался после продолжительной болезни 4 апреля 2023 года.

## Творчество
Опыт работы и жизни на Курильских островах лёг в основу дебютной работы писателя — «Неизвестные Курилы» (1992). Книга представляет собой размышления автора насчёт статуса Курильских островов, где, по мнению историка Наталии Нарочницкой, прослеживается прояпонская позиция. На этот счёт кандидат исторических наук Александр Мякотин (МГОУ) после исследования книги причислил Олега Ярославовича к «либералам-капитулянтам», вместе с тем отметив, что в вопросе приоритета освоения Курил автор книги «всё же отдавал предпочтение России», но в «возникшем политическом споре» занимал прояпонскую позицию. По мнению профессора Питера Бертона (Университет Южной Калифорнии), книга Бондаренко «ярко» описывает быт и окружающую среду Курил и обосновывал позицию автора по статусу островов его опасением экологической катастрофы на их территории. Спустя два года книга была переиздана японской издательской корпорацией NHK Publishing; в токийском экономическом журнале Weekly Economist (яп. «週刋エコノミスト») было отмечено, что автор книги также обращал внимание на важность голоса айн в вопросе принадлежности островов.
По определению литературоведа Г. Н. Хлыпенко, писатель Бондаренко — первый, кто в русском сегменте литературы Кыргызстана обратился к жанру фантастики. Его литературное наследие в этом жанре представлено в четырёх сборниках — «Однажды во Вселенной» (2012), «Одни» (2014), «Самолёт-призрак» (2016), «Звёзды и призраки» (2017). Корень поэтики произведений Бондаренко — социально-философская фантастика. Основная их особенность, по мнению Хлыпенко, в умении автора воплощать аналитику внешнего мира в различных жанрах (сказка, мистика, антиутопия, психологический рассказ), где приёмы абсурда, иронии и гротеска, позволили автору художественно изобразить социальные и философские парадоксы в обществе, власти, бюрократии, закодировать образами свои размышления насчёт этнических конфликтов, будущего человечества. Работы Бондаренко, считал доктор филологических наук Вячеслав Шаповалов, по форме относятся к европейской новелле, имеют творческие пересечения с произведениями Чингиза Айтматова, Франца Кафки, Кобо Абэ и Виктора Пелевина.
Герой произведений Бондаренко — это «бродяжка Чаплин», «маленький человек», оказывающийся неуместным и непонятым в технологически насыщенном и абсурдном мире, в котором он пытается сохранить внутреннюю целостность. Продолжила характеристику лирического героя писателя филолог Ч. А. Джолбулакова — в понимании учёной, главный герой Бондаренко — не отдельная личность, а типизированный образ, носящий различные человеческие черты и взгляды: писатель «погружает» героя в различные ситуации и следит как тот, имея определённый взгляд на мир, реагирует на происходящее. В пример такого использования Бондаренко образов Джолбулакова привела рассказ «Дедушка Павлик», где представлен внутренний монолог дошкольницы, живущей с родителями в малосемейке. 
В сказках («Апельсиновая сказка», «Клубничная сказка», «Арбузная сказка», «Рыбная сказка» и другие) Бондаренко отражал свою рефлексию над современным миром и человеком в «литературно-философских этюдах», вёл с читателем дискурс. Из числа притч писателя Хлыпенко выделил «Продавца шляп», где лейтмотивом выступает идея о пользе целостного восприятия мира. Обращаясь же к перечню созданных Бондаренко произведений в жанре антиутопии, Хлыпенко выделил среди прочих («Когда деньги сошли с ума», «Генетическое телевидение», «Опавшие листья», «Как птицы», «Разговор о тебе») его рассказ «Великий и ужасный» и одноактную пьесу «Ужин с гением». В первом поднимается вопрос об Интернете, который в будущем может представлять опасность для человечества, если научно-технический прогресс продолжит развиваться в негативном ключе. В пьесе же речь идёт о поэте, создавший «гениальную» поэму в обществе, где в литературной среде подчиняются закону «О равенстве в литературе», из которого следует, что публиковать незаурядные работы могут только мёртвые классики. Вскоре поэт по собственному желанию был убит своими приятелями — после этого его работа была опубликована, а он, как следствие, стал классиком. В творчестве писателя также заметны элементы космической и мистической фантастики. В рассказах «Alter Ego», «Одни», «Призрачное дерево» и «Призрак пешеходного перехода» автор затрагивает темы одиночества, границ реальности и взаимодействия: тексты объединяет интерес автора к состояниям на грани сна, смерти, иного измерения.
Бондаренко создавал вселенные, где герои живут в окружении алогичных и бессмысленных явлений: абсурд, используемый в них как основной художественный приём, является красной линией в произведениях писателя. По мнению Хлыпенко, показательны в этом отношении работы «Самый глубокий колодец на свете», «Выигрыш» и «Маленькая ночная серенада»). В пользу ведущей роли абсурда в произведениях фантаста высказался и Владимир Лидский — в предисловии к сборнику произведений Бондаренко «Одни» он определил «абсурд и нелепицу» к основным приёмам, используемых Олегом Ярославовичем в текстах:
Сюжет строится зачастую на некоем допущении, на каком-то чуть смещенном, вполне реальном событии, хотя и с фантастическим вывертом. Далее ситуация развивается, углубляется и усугубляется. В сухом остатке – вполне рациональный смысл, обнажающий несовершенство мира вообще или человека в частности. Для обозначения этого приёма я бы употребил парадоксальное выражение “логика абсурда“».
Стиль Бондаренко, по мнению Хлыпенко, отличается краткостью и ёмкостью: рассказы зачастую строятся как интеллектуальные парадоксы, где идея выражается через минималистичный сюжет и афористичный язык. Джолбулакова добавляет, что в таких малых формах автор достигает глубины смысла благодаря точной композиции, выразительным диалогам и внутренним монологам. Составной частью поэтики работ Бондаренко, продолжил Хлыпенко, является и парадоксальная развязка: итог оказывается неожиданным, но логически оправданным в контексте созданной абсурдной ситуации.

### Отдельные издания
- Бондаренко О. Неизвестные Курилы / Худ. Кущенко А. — М.: ВТИ-Дейта Пресс, 1992. — 400 с.
- Бондаренко О. Философия выживания этноса : в 3-х книгах. — Бишкек: Изд-во НАН Кыргызстана «Илим», 1998. — 316, 516, 117 с. — ISBN 5-8355-0984-7.
- Бондаренко О. Уровневая физика. Что это? : Сб. статей. — Бишкек: Издат. дом «Салам», 2005. — 94 с. — (Уровневый подход в естественных дисциплинах). — ISBN 9967-22-684-6.
- Бондаренко О. Реклама: чего мы о ней не знаем. — Бишкек: Издат. дом «Салам», 2005.
- Бондаренко О. Треугольник продвижения : Сб. работ по теории маркетинга и рекламы. — М.: Авваллон, 2007. — 208 с. — ISBN 978-5-94989-115-5.
- Бондаренко О. Жизнь. Эволюция. Панволюция : Сб. докладов / Рецензент: Тогусаков О. А. — Бишкек: Изд-во НАН Кыргызстана «Илим», 2009. — 89 с. — ISBN 978-9967-11-274-4.
- Бондаренко О. Однажды во Вселенной : Сборник слегка сумасшедших рассказов. — Саарбрюккен: YAM Young Authors’ Masterpieces Publishing, 2012. — 236 с. — ISBN 978-3-8473-8054-2.
- Бондаренко О. Одни : Сб. произведений. — Бишкек: Турар, 2014. — 408 с. — ISBN 978-9967-27-449-5.
- Бондаренко О. Самолёт-призрак: Сб. авиарассказов. — Бишкек: Турар, 2016. — 208 с. — ISBN 978-9967-15-538-1.
- Бондаренко О. Звёзды и призраки: Сб. рассказов. — Бишкек: Турар, 2017.

### Рассказы, статьи
- Бондаренко О. Этническая прогностика: возможно ли её создание? // Современная этнопсихология : хрестоматия / Сост. и общ. ред. А. Е. Тараса. — Минск : Харвест, 2003. — С. 8—26. — (Библиотека практической психологии). — 5000 экз. — ISBN 985-13-1769-1.
- Бондаренко О. Иваниада. Чашка кофе. Огни Иссык-Куля : Рассказы // Дружба народов : журнал. — 2011. — № 12. — С. 112—127. — ISSN 0012-6756.
- Bondarenko O. Une tasse de café (фр.) // Lettres Russes  / trad de Bernard Birkan. — 2013. — No 47. Архивировано 22 июля 2023 года.
- Бондаренко О. Великий и ужасный. Женщина плачет — Шарик улетел. Особенности национальной воздушной лотереи. Продавец шляп. Рейс триста тридцать десять : Рассказы // Литературный Кыргызстан : журнал. — 2013. — № 1. — С. 105—134. — ISSN 0130-3651.
- Бондаренко О. Alter ego. Я иду. Чудо. Ветер : Рассказы // Литературный Кыргызстан : журнал. — 2014. — № 1. — С. 5—29. — ISSN 0130-3651.
- Бондаренко О. ЧерноБЫЛЬ. Когда деньги сошли с ума. Память. Триптих : Рассказы // Литературный Кыргызстан : журнал. — 2015. — № 1. — С. 41—65. — ISSN 0130-3651.
- Бондаренко О. Однажды на Тянь-Шане : Рассказ // Литературный Кыргызстан : журнал. — 2015. — № 3. — С. 37—44. — ISSN 0130-3651.
- Бондаренко О. Парикмахерский вальс. Лучший в мире мыльный сериал. Три цвета. Тихо и незаметно : Рассказы // Литературный Кыргызстан : журнал. — 2016. — № 1. — С. 93—131. — ISSN 0130-3651.
- Бондаренко О. Единственное развлечение на островке. Услышать песню. Свобода времени : Рассказы // Литературный Кыргызстан : журнал. — 2016. — № 3. — С. 5—30. — ISSN 0130-3651.
- Бондаренко О. Всемирная история: Сухомор. С новым годом, господин президент! : Рассказы // Литературный Кыргызстан : журнал. — 2017. — № 2. — С. 102—128. — ISSN 0130-3651.
- Бондаренко О. Дух, коровы и история (Субъективные заметки о книге Р. Айтматовой и А. Ахматова «Человек жив, пока о нём помнят люди) // Литературный Кыргызстан : журнал. — 2018. — № 1. — С. 164—169. — ISSN 0130-3651.
- Бондаренко О. Глаза по ту сторону : Рассказ // Литературный Кыргызстан : журнал. — 2018. — № 2. — С. 53—69. — ISSN 0130-3651.
- Бондаренко О. Чужая память : Рассказ // Литературный Кыргызстан : журнал. — 2018. — № 3. — С. 77—83. — ISSN 0130-3651.
- Бондаренко О. Немного лагерного. Путешествие по морю. Несколько грустных минут из жизни экипажа похоронного самолёта : Рассказы // Литературный Кыргызстан : журнал. — 2020. — № 1. — С. 94—121. — ISSN 0130-3651.
- Бондаренко О. Тилек Мураталиев : Человек эпохи // Ала-Тоо : журнал. — 2021. — № 8. — С. 107—111. — ISSN 1694-6383.

### Участие в издании
- Русско-кыргызский словарь юридических терминов и иных понятий / Под ред. Бондаренко О., Тенирбергеновой Ж.; Рецензенты: Акматалиев А. А. и др. — Бишкек: Турар, 2014. — 536 с. — ISBN 978-9967-15-335-6.

## Награды
- Медаль «За воспитание, обучение, просвещение» (2016) — за популяризацию русского языка в Кыргызстане[24].